# 2013 AR183
2013 AR183 est un objet transneptunien de la famille des objets épars, en résonance 3:11 avec Neptune avec un diamètre estimé à environ 311 km.